# Vask
Vask er en måde at rense på, nemlig med vand – især vandhanevand og ofte en eller anden slags sæbe eller opløsningsmiddel. Vask er en uundværlig del af god hygiejne og sundhed.